# أديداس أزاتيكا

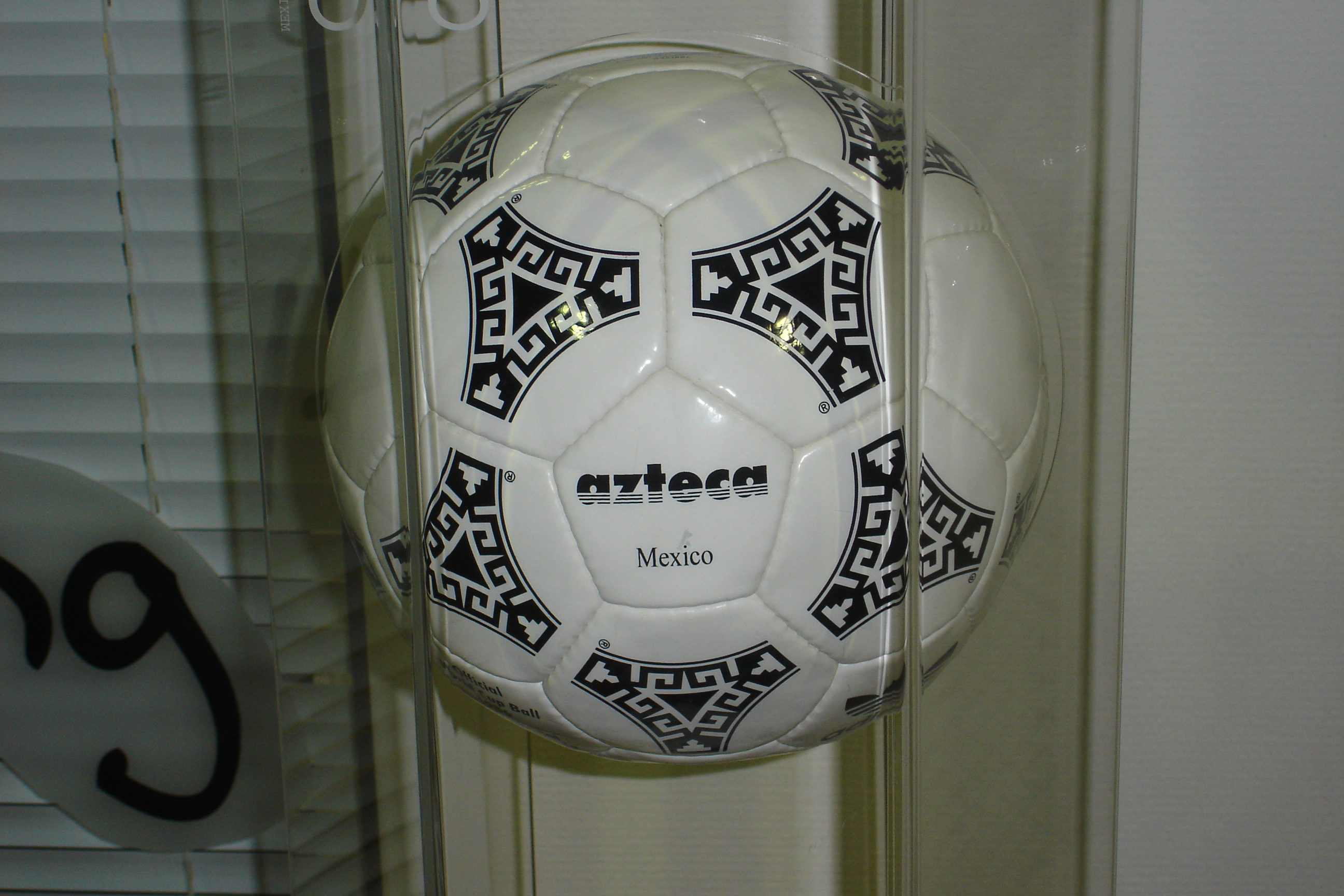

كرة القدم أديداس أزاتيكا (بالإنجليزية: Azteca)‏، الكرة الرسمية لكأس العالم 1986 التي أقيمت في المكسيك، أنتجت من قبل شركة اديداس للأقمشة الرياضية، وهي ثاني كرة متعددة الألوان بعد تانجو أسبانيا التي أنتجت عام 1982 .